# 邵鍪
邵鍪（1552年—？），字麟武，號墟蓮，直隸蘇州府常熟縣人，民籍，明朝政治人物。同進士出身。

## 生平
萬曆七年（1579年）己卯科應天鄉試第六十二名，萬曆十四年（1586年）丙戌科會試四十九名，登三甲第八十七名進士。刑部观政，本年养病，十六年授湖廣武昌府推官，同考鄉試，十八年题准终养。二十一年補真定府推官，二十三年升刑部主事，本年調南兵部主事，二十六年升郎中，二十七年拾遺，降一级。

## 家族
曾祖邵楫；祖父邵賜；父邵圭潔，己酉舉人，署德清縣教諭。母張氏。慈侍下。兄邵鎜、邵鏊、邵鑾、邵鎣、邵昌鉏、邵鏞。